# Erik Kroman
Erik Jørgensen Kroman (26. únor 1892 – 2. červen 1982) byl dánský historik a paleograf.

## Dílo
Erik Kroman je známý pro své výzkumy na poli paleografie. Přesněji novověké latinské paleografie. Vychází z práce Lea Santifallera, Bozner Schreibschriftarten der Neuzeit 1500–1851 (1930), kde Leo Santifaller stanovil cíle novověké paleografie a analyzoval vývoj tvarů jednotlivých písmen v Jižním Tyrolsku. 
Touto prací se Kroman inspiroval a napsal Skriftens Historie i Danmark fra reformationen til nutiden (1943). V této práci pojednává o vývoji a proměnách novověkého písma v Dánsku od reformace až do současnosti. Ve své práci zapojuje paleografii do kulturně-historického kontextu.
Přišel také s novým termínem (nezávisle na Santifallerově práci) – neogotické písmo.
Na jeho práci navazují např. Karl Pivec (novověké písmo v oblasti habsburské monarchie) nebo Karol Górski (oblast Královského Pruska). 